# 키스톤 스튜디오

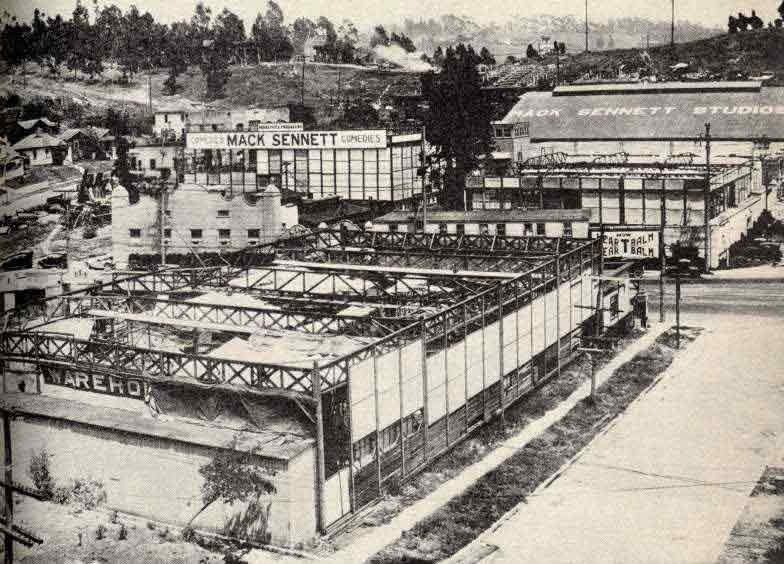

키스톤 스튜디오(Keystone Studios)는 1912년 캘리포니아주 로스앤젤레스에 설립된 영화 스튜디오이다.